# زانكت غوارسهاوزن
زانكت غوارزهاوزن (بالألمانية: Sankt Goarshausen) هي place with town rights and privileges، Ortsgemeinde و بلدة ألمانية تقع في ألمانيا في Verbandsgemeinde Loreley. يقدر عدد سكانها بـ 1,477 نسمة .

## المدن التوأمة
مدينة إنوياما (آيتشي) هي مدينة توأمة لـزانكت غوارزهاوزن.